# Бомбер

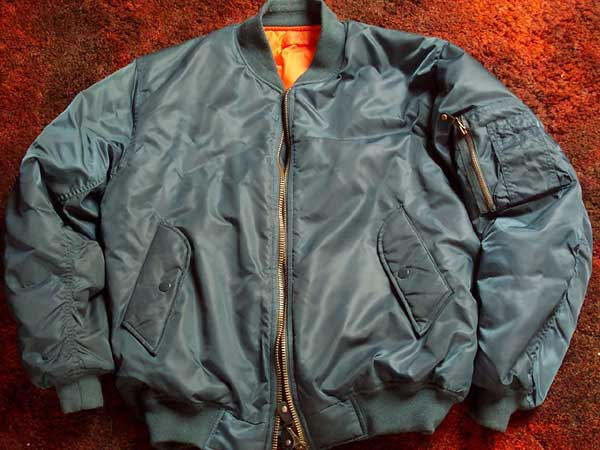
Модель куртки MA-1

Бомбер (англ. bomber jacket); також називають куртка-бомбер, бомбардувальник, льотна куртка, куртка «пілот» — верхній одяг, тип куртки, створений для пілотів ВПС США під час Другої світової війни. Згодом із переважно військового екіпірування вона стала звичайним одягом. Відрізняється куртка пілота гумками на рукавах та на поясі.

## Історія
Предком сучасних курток-бомберів стала модель куртки МА-1, яка була випущена в 1955 році на спеціальне замовлення військово-повітряних сил США. Вона отримала назву (англ. flight jacket), тобто льотна або пілотська куртка або (англ. bomber jacket), оскільки її носили льотчики важких бомбардувальників. Пізніше за курткою такого крою закріпилася коротка назва (англ. bomber). У середині 1950-х таку куртку почали виготовляти з помаранчевою підкладкою. Зроблено її було з ініціативи авіаційної служби порятунку, якій було важко знайти пілота, одягненого у форму, колір якої майже не відрізнявся від кольору землі. Пілоти, які здійснили аварійну посадку або змушені залишити літак з парашутом, вивертали куртку навиворіт й надягали яскравою стороною назовні.
Куртка зручна, не є вибагливою в носінні, не сковує рухів, змінює колір при вивертанні, — тому в різний час набула популярності серед скінхедів, рейверів, модів і футбольних фанатів  .

## Типи
- Класична — зроблена зі шкіри, має кишені зверху. Може утеплюватися хутром та мати різні коміри.
- Стьобана — схожа на сучасні поширені куртки, відрізняється тільки кроєм і вкороченою довжиною, а також характерною гумкою. Має різні кольори, утеплюється пухом.
- Спортивна — просто кажучи, олімпійка на ґудзиках. Популярна в поп-культурі, серед спортсменів, реперів, скейтбордистів тощо. п.